# Freescale ColdFire

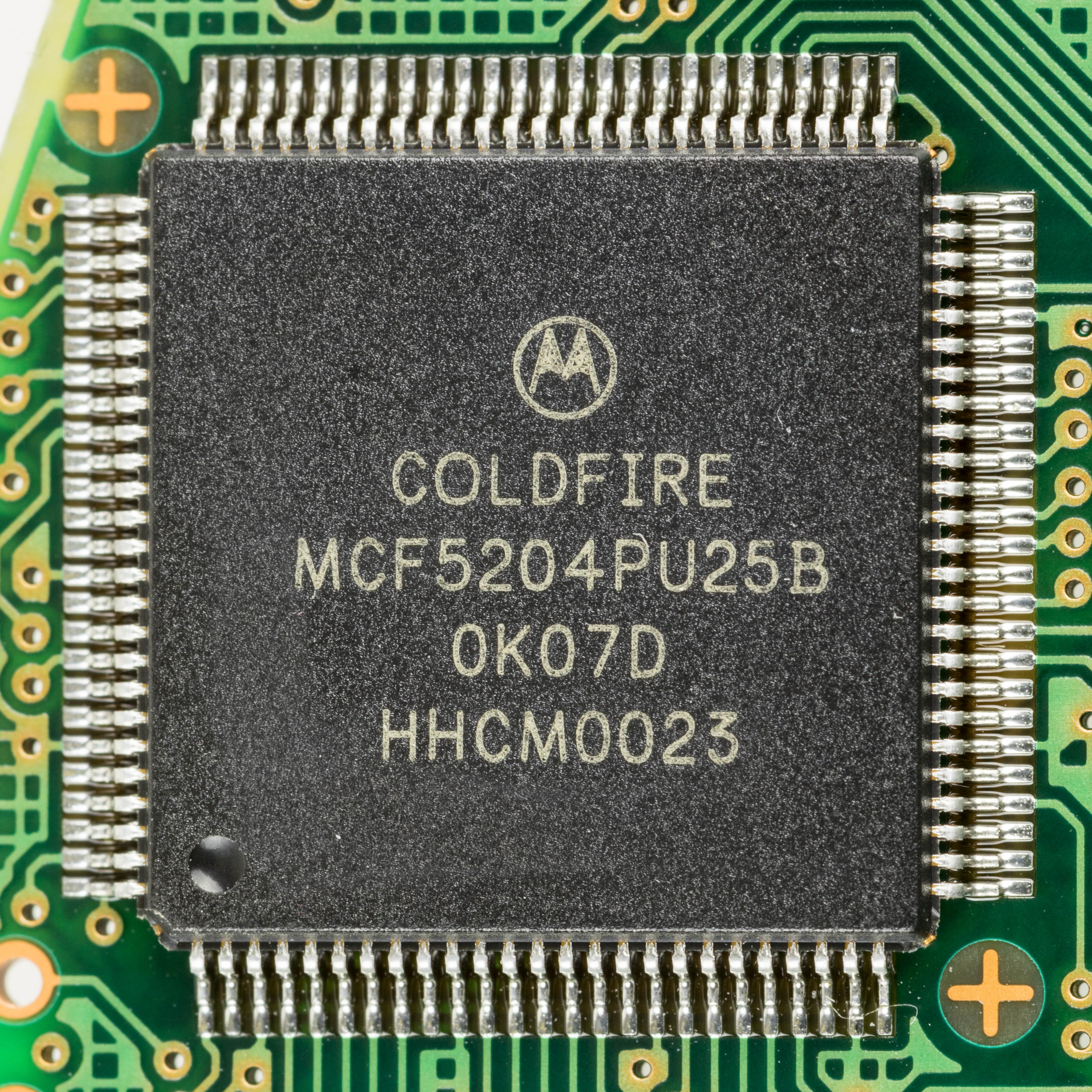
Coldfire 5204

Freescale ColdFire är en processor tillverkad av Freescale som framför allt används i inbyggda system. Processorn är en fortsättning av Motorolas 68k-familj. ColdFire har en något modifierad instruktionsuppsättning för att förenkla tillverkningen av processorn, men är i hög grad kompatibel. Processorerna har ofta inbyggda kontrollers för till exempel Ethernet, UART (serieport) eller I2C samt även ibland inbyggt RAM-minne och flashminne för lagring av kod. Detta gör det billigare att använda processorerna eftersom man inte behöver så många extra kringkretsar.
Det finns varianter av ColdFire som kan användas i upp till 266 MHz.